# TV Brasil
TV Brasil ist ein nationaler Fernsehkanal unter Kontrolle der brasilianischen Bundesregierung. 

## Struktur und Hintergrund
TV Brasil wird von der Holding-Gesellschaft Empresa Brasil de Comunicação (EBC) veranstaltet, die im Oktober 2007 gegründet wurde und außer TV Brasil und dessen internationalen Ableger TV Brasil Internacional mehrere Radiokanäle sowie die Nachrichtenagentur Agência Brasil betreibt. TV Brasil ist seit dem 2. Dezember 2007 auf Sendung – zeitgleich mit dem Start des Digitalen Terrestrischen Fernsehens in Brasilien. Am selben Tag wurde der seit 1975 unter mittelbarer Kontrolle des Bildungsministeriums sendende Kanal TVE Brasil (Televisão Educativa) eingestellt, dessen Infrastruktur und Sendefrequenzen auf TV Brasil übergingen.
Erklärtes Ziel von TV Brasil ist die inhaltliche Bereicherung des Fernsehangebots der brasilianischen Bürger: Der Schwerpunkt liegt auf Informations- und Bildungsprogrammen, aber auch auf künstlerischen Produktionen. (Erstens im Gegensatz zu den sich auf Unterhaltungsserien, Shows, Sensationen und Sport konzentrierenden kommerziellen Fernsehkanälen des Landes und zweitens in der vor allem europäischen Tradition des der Demokratie verpflichteten öffentlich-rechtlichen Rundfunks.) Das politische Projekt eines unabhängigen und demokratischen Senders wurde unter der sozialdemokratischen Regierung Luiz Inácio Lula da Silvas vor dem Hintergrund einer von wenigen Familien beherrschten und ganz überwiegend nach kommerziellen Zielen orientierten Medienlandschaft angestoßen.
TV Brasil wird vom jeweiligen Präsidenten der Holding EBC geleitet. Zum Nachfolger der 2007 von Staatspräsident Lula ernannten ersten EBC-Präsidentin Tereza Cruvinel wurde 2011 von Lulas Nachfolgerin Dilma Rousseff der langjährige Journalist Nelson Breve ernannt, der zuvor Lula als Pressesekretär gedient hatte. Über die Sendungen befindet sich ein 22-köpfiger Programmrat, dem mehrheitlich Vertreter der Zivilgesellschaft angehören. Der Anteil der Eigenproduktionen des Senders liegt bei 45 Prozent, weitere 12 Prozent werden von unabhängigen Produzenten hergestellt, die sich in Ausschreibungsverfahren um Aufträge bewerben. TV Brasil wird (wie die übrigen Kanäle der EBC) aus Steuermitteln des Bundeshaushalts finanziert. Vorsitzender des Verwaltungsrats ist der Bundesminister für Soziale Kommunikation, Franklin Martins.
TV Brasil ist in ganz Brasilien kostenlos über Satellit (analog und digital) zu empfangen, außerdem ist der Kanal in allen Kabelnetzen vertreten. In den meisten Teilen des Landes ist TV Brasil auch per Antenne empfangbar, teilweise bereits im digitalen Format (nach dem nationalen Standard SBTVD). Über die Homepage des Senders ist TV Brasil auch im Internet zu empfangen, allerdings in einer aus rechtlichen Gründen eingeschränkten Programmauswahl. Vor allem aufgrund der veralteten technischen Infrastruktur und der geringen Reichweite in einem noch vom analogen Empfang beherrschten Umfeld erreicht TV Brasil im Durchschnitt einen Zuschaueranteil von nur rund zwei Prozent.

## TV Brasil Internacional
Seit Mai 2010 sendet der Schwesterkanal, TV Brasil Internacional, der insbesondere im Ausland lebende Brasilianer, aber auch an Brasilien interessierte portugiesischsprachige Bürger anderer Staaten erreichen soll. Zunächst war er in 49 Ländern Afrikas über die kostenpflichtige Satellitenplattform Multichoice (bzw. deren Kabelangebot) zu empfangen. Inzwischen sind einzelne Kabelweiterverbreitungs-Verträge in Südamerika, den USA und Portugal hinzugekommen, sowie ein unverschlüsselter Transponder auf dem Satelliten NSS 806 über Südamerika. Die Verbreitung soll schrittweise ausgebaut werden.
Ein Vorgängerprojekt von TV Brasil Internacional als staatlich finanziertem Auslandsfernsehen, allerdings mit unterschiedlicher Ausrichtung, war der spanisch- und portugiesischsprachige Kanal TV Brasil – Canal Integración: Dieser 2004 von der Regierung Lula gegründete Kanal vertrat das politische Ziel der Stärkung der regionalen Integration und richtete sich über Satellit an Zuschauer in ganz Südamerika. Er nahm im Januar 2005 den Probe- und im folgenden September den Regelbetrieb auf. Die ersten Versuchssendungen erfolgten vom 26. bis 31. Januar 2005 im Rahmen des V. Weltsozialforums aus Porto Alegre (Brasilien), bestehend aus Interviews, Diskussionen, Informationen und Live-Ereignissen. Der zweite Probebetrieb erfolgte vom 9. bis 11. Mai 2005 im Rahmen des Gipfels Südamerika – Arabische Staaten aus Brasília. Vor dem Start von TV Brasil Internacional wurde TV Brasil – Canal Integración eingestellt.